# 24h Le Mans 2008

Tor de la Sarthe

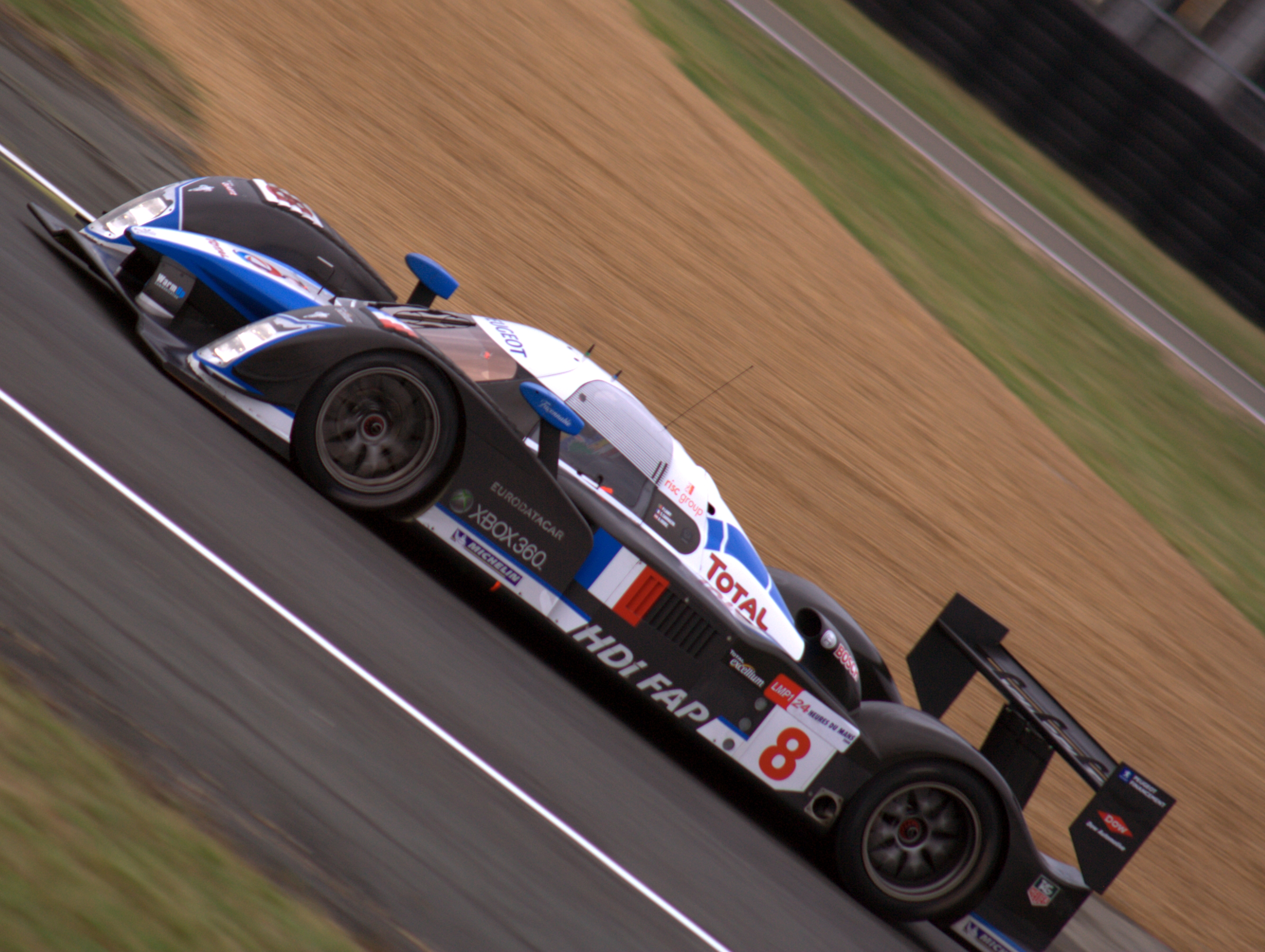
Peugeot 908 prowadzony przez Stéphane Sarrazina

24h Le Mans 2008 – 24-godzinny wyścig rozegrany na torze de la Sarthe w dniach 14–15 czerwca 2008 roku.
W dniach 11–12 czerwca odbyły się dwie sesje kwalifikacyjne, które całkowicie zdominowali kierowcy fabryczni Peugeota (model 908 HDI-FAP), zajmując trzy czołowe pola startowe. Na pozycjach 4., 5. i 7. uplasowali się kierowcy Audi R10 TDI. Sytuacja była więc niecodzienna, gdyż wszystkie czołowe pola startowe do 5. włącznie zajęli kierowcy w autach z silnikami Diesla.

## Wyniki kwalifikacji do Le Mans 24 Godziny 2008 (Top 20)
| Poz. | Kierowcy             | Kierowcy                 | Kierowcy               | Samochód                 | Czas okr. |
| ---- | -------------------- | ------------------------ | ---------------------- | ------------------------ | --------- |
| 1.   | Pedro Lamy           | Stephane Sarrazin        | Alex Wurz              | Peugeot 908 HDi FAP      | 3:18,513  |
| 2.   | Franck Montagny      | Christian Klien          | Ricardo Zonta          | Peugeot 908 HDi FAP      | 3:18,682  |
| 3.   | Marc Gene            | Nicolas Minassian        | Jacques Villeneuve     | Peugeot 908 HDi FAP      | 3:20,451  |
| 4.   | Rinaldo Capello      | Tom Kristensen           | Allan McNish           | Audi R10 TDI             | 3:23,847  |
| 5.   | Lucas Luhr           | Alex Prémat              | Mike Rockenfeller      | Audi R10 TDI             | 3:24,287  |
| 6.   | Stefan Mücke         | Jan Charouz              | Tomas Enge             | Lola B08/60-Aston Martin | 3:25,158  |
| 7.   | Frank Biela          | Emanuele Pirro           | Marco Werner           | Audi R10 TDI             | 3:25,289  |
| 8.   | Daisuke Itō          | Yugi Tachikawa           | Tatsuya Kataoka        | Dome S102-Judd           | 3:26,928  |
| 9.   | Emmanuel Collard     | Jean-Christophe Boullion | Romain Dumas           | Pescarolo 01-Judd        | 3:28,533  |
| 10.  | Laurent Groppi       | Soheil Ayari             | Loïc Duval             | Courage Oreca LC70-Judd  | 3:30,490  |
| 11.  | Harold Primat        | Christophe Tinseau       | Benoit Treluyer        | Pescarolo 01-Judd        | 3:30,618  |
| 12.  | Greg Pickett         | Klaus Graf               | Jan Lammers            | Lola B07/17-Judd         | 3:31,135  |
| 13.  | Olivier Panis        | Simon Pagenaud           | Marcel Fässler         | Courage Oreca LC70-Judd  | 3:31,243  |
| 14.  | Peter van Merksteijn | Jos Verstappen           | Jeroen Bleekemolen     | Porsche RS Spyder        | 3:32,301  |
| 15.  | Jean-Marc Gounon     | Stefan Johansson         | Shinji Nakano          | Epsilon Euskadi EE1-Judd | 3:32,939  |
| 16.  | Casper Elgaard       | John Nielsen             | Sascha Maassen         | Porsche RS Spyder        | 3:33,441  |
| 17.  | Ángel Burgueño       | Adrian Valles            | Miguel Ángel de Castro | Epsilon Euskadi EE1-Judd | 3:34,281  |
| 18.  | Vanina Ickx          | Stéphan Grégoire         | João Barbosa           | Pescarolo 01-Judd        | 3:35,020  |
| 19.  | Juan Barazi          | Michael Vergers          | Stuart Moseley         | Zytek 07S                | 3:35,344  |
| 20.  | Xavier Pompidou      | Andrea Belicchi          | Steve Zacchia          | Lola B08/80-Judd         | 3:35,401  |

## Klasyfikacja po pierwszej godzinie
| Poz. | Kierowcy                                                 | Samochód     | Czas okr.               |
| ---- | -------------------------------------------------------- | ------------ | ----------------------- |
| 1.   | Pedro Lamy (aktywny) Stephane Sarrazin Alex Wurz         | Peugeot 908  | 17 okrążeń              |
| 2.   | Franck Montagny (aktywny) Christian Klien Ricardo Zonta  | Peugeot 908  | +2,054                  |
| 3.   | Marc Gene Nicolas Minassian (aktywny) Jacques Villeneuve | Peugeot 908  | +1 okr.                 |
| 4.   | Rinaldo Capello Tom Kristensen Allan McNish (aktywny)    | Audi R10     | +1 okr. i [+31,296]     |
| 5.   | Lucas Luhr (aktywny) Alexandre Prémat Mike Rockenfeller  | Audi R10 TDI | +1 okr. i [+1.03,858]   |
| 6.   | Frank Biela (aktywny) Emanuele Pirro Marco Werner        | Audi R10 TDI | +1 okr. i [+ 1.07, 530] |

## Wyniki
Zwycięzcy poszczególnych klas są pogrubieni. Samochody które ukończyły wyścig ale nie przejechały 70% dystansu zwycięzcy oraz samochody które nie ukończyły wyścigu po 24 godzinach (oznaczone NU, niezależnie od dystansu) są oznaczone jako NK (nie klasyfikowany).
| Poz.  | Klasa | Nr  | Zespół                                    | Kierowcy                                                | Nadwozie                             | Opony | Okrążenia      |
| Poz.  | Klasa | Nr  | Zespół                                    | Kierowcy                                                | Silnik                               | Opony | Okrążenia      |
| ----- | ----- | --- | ----------------------------------------- | ------------------------------------------------------- | ------------------------------------ | ----- | -------------- |
| 1     | LMP1  | 2   | Audi Sport North America                  | Allan McNish Rinaldo Capello Tom Kristensen             | Audi R10 TDI                         | M     | 381            |
| 1     | LMP1  | 2   | Audi Sport North America                  | Allan McNish Rinaldo Capello Tom Kristensen             | Audi TDI 5.5 L Turbo V12 (Diesel)    | M     | 381            |
| 2     | LMP1  | 7   | Team Peugeot Total                        | Nicolas Minassian Marc Gené Jacques Villeneuve          | Peugeot 908                          | M     | 381 + 4:31.094 |
| 2     | LMP1  | 7   | Team Peugeot Total                        | Nicolas Minassian Marc Gené Jacques Villeneuve          | Peugeot HDi 5.5 L Turbo V12 (Diesel) | M     | 381 + 4:31.094 |
| 3     | LMP1  | 9   | Peugeot Sport Total                       | Franck Montagny Ricardo Zonta Christian Klien           | Peugeot 908                          | M     | 379            |
| 3     | LMP1  | 9   | Peugeot Sport Total                       | Franck Montagny Ricardo Zonta Christian Klien           | Peugeot HDi 5.5 L Turbo V12 (Diesel) | M     | 379            |
| 4     | LMP1  | 3   | Audi Sport Team Joest                     | Mike Rockenfeller Lucas Luhr Alexandre Prémat           | Audi R10 TDI                         | M     | 374            |
| 4     | LMP1  | 3   | Audi Sport Team Joest                     | Mike Rockenfeller Lucas Luhr Alexandre Prémat           | Audi TDI 5.5 L Turbo V12 (Diesel)    | M     | 374            |
| 5     | LMP1  | 8   | Team Peugeot Total                        | Stéphane Sarrazin Pedro Lamy Alexander Wurz             | Peugeot 908                          | M     | 368            |
| 5     | LMP1  | 8   | Team Peugeot Total                        | Stéphane Sarrazin Pedro Lamy Alexander Wurz             | Peugeot HDi 5.5 L Turbo V12 (Diesel) | M     | 368            |
| 6     | LMP1  | 1   | Audi Sport North America                  | Frank Biela Marco Werner Emanuele Pirro                 | Audi R10 TDI                         | M     | 367            |
| 6     | LMP1  | 1   | Audi Sport North America                  | Frank Biela Marco Werner Emanuele Pirro                 | Audi TDI 5.5 L Turbo V12 (Diesel)    | M     | 367            |
| 7     | LMP1  | 17  | Pescarolo Sport                           | Christophe Tinseau Benoît Tréluyer Harold Primat        | Pescarolo 01                         | M     | 362            |
| 7     | LMP1  | 17  | Pescarolo Sport                           | Christophe Tinseau Benoît Tréluyer Harold Primat        | Judd GV5.5 S2 5.5 L V10              | M     | 362            |
| 8     | LMP1  | 5   | Team Oreca-Matmut                         | Soheil Ayari Loïc Duval Laurent Groppi                  | Courage-Oreca LC70                   | M     | 357            |
| 8     | LMP1  | 5   | Team Oreca-Matmut                         | Soheil Ayari Loïc Duval Laurent Groppi                  | Judd GV5.5 S2 5.5 L V10              | M     | 357            |
| 9     | LMP1  | 10  | Charouz Racing System Aston Martin Racing | Jan Charouz Tomáš Enge Stefan Mücke                     | Lola B08/60                          | M     | 354            |
| 9     | LMP1  | 10  | Charouz Racing System Aston Martin Racing | Jan Charouz Tomáš Enge Stefan Mücke                     | Aston Martin 6.0L V12                | M     | 354            |
| 10    | LMP2  | 34  | Van Merksteijn Motorsport                 | Peter van Merksteijn Jeroen Bleekemolen Jos Verstappen  | Porsche RS Spyder Evo                | M     | 354            |
| 10    | LMP2  | 34  | Van Merksteijn Motorsport                 | Peter van Merksteijn Jeroen Bleekemolen Jos Verstappen  | Porsche MR6 3.4 L V8                 | M     | 354            |
| 11    | LMP1  | 18  | Rollcentre Racing                         | João Barbosa Stéphan Grégoire Vanina Ickx               | Pescarolo 01                         | D     | 352            |
| 11    | LMP1  | 18  | Rollcentre Racing                         | João Barbosa Stéphan Grégoire Vanina Ickx               | Judd GV5.5 S2 5.5 L V10              | D     | 352            |
| 12    | LMP2  | 31  | Team Essex                                | Casper Elgaard John Nielsen Sascha Maassen              | Porsche RS Spyder Evo                | D     | 347            |
| 12    | LMP2  | 31  | Team Essex                                | Casper Elgaard John Nielsen Sascha Maassen              | Porsche MR6 3.4 L V8                 | D     | 347            |
| 13    | GT1   | 009 | Aston Martin Racing                       | David Brabham Antonio García Darren Turner              | Aston Martin DBR9                    | M     | 344            |
| 13    | GT1   | 009 | Aston Martin Racing                       | David Brabham Antonio García Darren Turner              | Aston Martin 6.0 L V12               | M     | 344            |
| 14    | GT1   | 63  | Corvette Racing                           | Johnny O’Connell Jan Magnussen Ron Fellows              | Chevrolet Corvette C6.R              | M     | 344            |
| 14    | GT1   | 63  | Corvette Racing                           | Johnny O’Connell Jan Magnussen Ron Fellows              | Chevrolet LS7.R 7.0 L V8             | M     | 344            |
| 15    | GT1   | 64  | Corvette Racing                           | Oliver Gavin Olivier Beretta Max Papis                  | Chevrolet Corvette C6.R              | M     | 341            |
| 15    | GT1   | 64  | Corvette Racing                           | Oliver Gavin Olivier Beretta Max Papis                  | Chevrolet LS7.R 7.0 L V8             | M     | 341            |
| 16    | GT1   | 007 | Aston Martin Racing                       | Heinz-Harald Frentzen Andrea Piccini Karl Wendlinger    | Aston Martin DBR9                    | M     | 339            |
| 16    | GT1   | 007 | Aston Martin Racing                       | Heinz-Harald Frentzen Andrea Piccini Karl Wendlinger    | Aston Martin 6.0 L V12               | M     | 339            |
| 17    | GT1   | 72  | Luc Alphand Aventures                     | Luc Alphand Guillaume Moreau Jérôme Policand            | Chevrolet Corvette C6.R              | M     | 335            |
| 17    | GT1   | 72  | Luc Alphand Aventures                     | Luc Alphand Guillaume Moreau Jérôme Policand            | Chevrolet LS7.R 7.0 L V8             | M     | 335            |
| 18    | LMP2  | 35  | Saulnier Racing                           | Pierre Ragues Matthieu Lahaye Cheng Congfu              | Pescarolo 01                         | M     | 333            |
| 18    | LMP2  | 35  | Saulnier Racing                           | Pierre Ragues Matthieu Lahaye Cheng Congfu              | Judd DB 3.4 L V8                     | M     | 333            |
| 19    | GT2   | 82  | Risi Competizione                         | Gianmaria Bruni Mika Salo Jaime Melo                    | Ferrari F430 GT2                     | M     | 326            |
| 19    | GT2   | 82  | Risi Competizione                         | Gianmaria Bruni Mika Salo Jaime Melo                    | Ferrari 4.0 L V8                     | M     | 326            |
| 20    | LMP2  | 40  | Quifel ASM Team                           | Miguel Amaral Olivier Pla Guy Smith                     | Lola B05/40                          | D     | 325            |
| 20    | LMP2  | 40  | Quifel ASM Team                           | Miguel Amaral Olivier Pla Guy Smith                     | AER P07 2.0 L Turbo I4               | D     | 325            |
| 21    | GT1   | 73  | Luc Alphand Aventures                     | Jean-Luc Blanchemain Laurent Pasquali Patrice Goueslard | Chevrolet Corvette C6.R              | M     | 325            |
| 21    | GT1   | 73  | Luc Alphand Aventures                     | Jean-Luc Blanchemain Laurent Pasquali Patrice Goueslard | Chevrolet LS7.R 7.0 L V8             | M     | 325            |
| 22    | GT2   | 97  | BMS Scuderia Italia                       | Matteo Malucelli Paolo Ruberti Fabio Babini             | Ferrari F430 GT2                     | P     | 318            |
| 22    | GT2   | 97  | BMS Scuderia Italia                       | Matteo Malucelli Paolo Ruberti Fabio Babini             | Ferrari 4.0 L V8                     | P     | 318            |
| 23    | GT2   | 90  | Farnbacher Racing                         | Pierre Ehret Pierre Kaffer Lars-Erik Nielsen            | Ferrari F430 GT2                     | D     | 317            |
| 23    | GT2   | 90  | Farnbacher Racing                         | Pierre Ehret Pierre Kaffer Lars-Erik Nielsen            | Ferrari 4.0 L V8                     | D     | 317            |
| 24    | LMP1  | 14  | Creation Autosportif                      | Stuart Hall Johnny Mowlem Marc Goossens                 | Creation CA07                        | D     | 316            |
| 24    | LMP1  | 14  | Creation Autosportif                      | Stuart Hall Johnny Mowlem Marc Goossens                 | AIM (Judd) YS5.5 5.5 L V10           | D     | 316            |
| 25    | GT2   | 99  | JMB Racing Aucott Racing                  | Ben Aucott Alain Ferté Stéphane Daoudi                  | Ferrari F430 GT2                     | M     | 312            |
| 25    | GT2   | 99  | JMB Racing Aucott Racing                  | Ben Aucott Alain Ferté Stéphane Daoudi                  | Ferrari 4.0 L V8                     | M     | 312            |
| 26    | LMP1  | 4   | Saulnier Racing                           | Jacques Nicolet Marc Faggionato Richard Hein            | Pescarolo 01                         | M     | 311            |
| 26    | LMP1  | 4   | Saulnier Racing                           | Jacques Nicolet Marc Faggionato Richard Hein            | Judd GV5.5 S2 5.5 L V10              | M     | 311            |
| 27    | GT2   | 77  | Team Felbermayr-Proton                    | Horst Felbermayr Sr Alex Davison Wolf Henzler           | Porsche 997 GT3-RSR                  | M     | 309            |
| 27    | GT2   | 77  | Team Felbermayr-Proton                    | Horst Felbermayr Sr Alex Davison Wolf Henzler           | Porsche 3.8 L Flat-6                 | M     | 309            |
| 28    | GT1   | 50  | Larbre Compétition                        | Christophe Bouchut David Smet Patrick Bornhauser        | Saleen S7-R                          | M     | 306            |
| 28    | GT1   | 50  | Larbre Compétition                        | Christophe Bouchut David Smet Patrick Bornhauser        | Ford 7.0 L V8                        | M     | 306            |
| 29    | LMP2  | 32  | Barazi-Epsilon                            | Michael Vergers Juan Barazi Stuart Moseley              | Zytek 07S/2                          | M     | 304            |
| 29    | LMP2  | 32  | Barazi-Epsilon                            | Michael Vergers Juan Barazi Stuart Moseley              | Zytek ZG348 3.4 L V8                 | M     | 304            |
| 30    | GT1   | 59  | Team Modena                               | Terry Borcheller Christian Fittipaldi Jos Menten        | Aston Martin DBR9                    | M     | 302            |
| 30    | GT1   | 59  | Team Modena                               | Terry Borcheller Christian Fittipaldi Jos Menten        | Aston Martin 6.0 L V12               | M     | 302            |
| 31    | LMP2  | 26  | Team Bruichladdich Radical                | Marc Rostan Gunnar Jeannette Ben Devlin                 | Radical SR9                          | D     | 297            |
| 31    | LMP2  | 26  | Team Bruichladdich Radical                | Marc Rostan Gunnar Jeannette Ben Devlin                 | AER P07 2.0 L Turbo I4               | D     | 297            |
| 32    | GT2   | 80  | Flying Lizard Motorsports                 | Jörg Bergmeister Johannes van Overbeek Seth Neiman      | Porsche 997 GT3-RSR                  | M     | 289            |
| 32    | GT2   | 80  | Flying Lizard Motorsports                 | Jörg Bergmeister Johannes van Overbeek Seth Neiman      | Porsche 3.8 L Flat-6                 | M     | 289            |
| 33    | LMP1  | 11  | Dome Racing Team                          | Tatsuya Kataoka Yūji Tachikawa Daisuke Itō              | Dome S102                            | M     | 272            |
| 33    | LMP1  | 11  | Dome Racing Team                          | Tatsuya Kataoka Yūji Tachikawa Daisuke Itō              | Judd GV5.5 S2 5.5 L V10              | M     | 272            |
| 34 NK | GT1   | 55  | IPB Spartak Racing Reiter Engineering     | Peter Kox Mike Hezemans Roman Rusinow                   | Lamborghini Murciélago R-GT          | M     | 266            |
| 34 NK | GT1   | 55  | IPB Spartak Racing Reiter Engineering     | Peter Kox Mike Hezemans Roman Rusinow                   | Lamborghini L535 6.0 L V12           | M     | 266            |
| 35 NK | LMP1  | 24  | Terramos                                  | Yōjirō Terada Hiroki Katō Kazuho Takahashi              | Courage LC70                         | M     | 224            |
| 35 NK | LMP1  | 24  | Terramos                                  | Yōjirō Terada Hiroki Katō Kazuho Takahashi              | Mugen MF408S 4.0 L V8                | M     | 224            |
| 36 NU | GT2   | 96  | Virgo Motorsport                          | Robert Bell Tim Mullen Tim Sugden                       | Ferrari F430 GT2                     | D     | 289            |
| 36 NU | GT2   | 96  | Virgo Motorsport                          | Robert Bell Tim Mullen Tim Sugden                       | Ferrari 4.0 L V8                     | D     | 289            |
| 37 NU | LMP1  | 16  | Pescarolo Sport                           | Emmanuel Collard Jean-Christophe Boullion Romain Dumas  | Pescarolo 01                         | M     | 238            |
| 37 NU | LMP1  | 16  | Pescarolo Sport                           | Emmanuel Collard Jean-Christophe Boullion Romain Dumas  | Judd GV5.5 S2 5.5 L V10              | M     | 238            |
| 38 NU | LMP1  | 23  | Autocon Motorsports Creation Autosportif  | Bryan Willman Michael Lewis Chris McMurry               | Creation CA07                        | D     | 224            |
| 38 NU | LMP1  | 23  | Autocon Motorsports Creation Autosportif  | Bryan Willman Michael Lewis Chris McMurry               | Judd GV5 5.0 L V10                   | D     | 224            |
| 39 NU | LMP2  | 45  | Embassy Racing                            | Warren Hughes Jonny Kane Joey Foster                    | Embassy WF01                         | M     | 213            |
| 39 NU | LMP2  | 45  | Embassy Racing                            | Warren Hughes Jonny Kane Joey Foster                    | Zytek ZG348 3.4 L V8                 | M     | 213            |
| 40 NU | LMP2  | 33  | Speedy Racing Team Sebah Automotive       | Steve Zacchia Andrea Belicchi Xavier Pompidou           | Lola B08/80                          | M     | 194            |
| 40 NU | LMP2  | 33  | Speedy Racing Team Sebah Automotive       | Steve Zacchia Andrea Belicchi Xavier Pompidou           | Judd DB 3.4 L V8                     | M     | 194            |
| 41 NU | LMP1  | 20  | Epsilon Euskadi                           | Ángel Burgueño Miguel Ángel de Castro Adrián Vallés     | Epsilon Euskadi EE1                  | M     | 189            |
| 41 NU | LMP1  | 20  | Epsilon Euskadi                           | Ángel Burgueño Miguel Ángel de Castro Adrián Vallés     | Judd GV5.5 S2 5.5 L V10              | M     | 189            |
| 42 NU | LMP1  | 22  | Tōkai University YGK Power                | Toshio Suzuki Haruki Kurosawa Masami Kageyama           | Courage-Oreca LC70                   | Y     | 185            |
| 42 NU | LMP1  | 22  | Tōkai University YGK Power                | Toshio Suzuki Haruki Kurosawa Masami Kageyama           | YGK YR40T 4.0 L Turbo V8             | Y     | 185            |
| 43 NU | LMP1  | 21  | Epsilon Euskadi                           | Shinji Nakano Stefan Johansson Jean-Marc Gounon         | Epsilon Euskadi EE1                  | M     | 158            |
| 43 NU | LMP1  | 21  | Epsilon Euskadi                           | Shinji Nakano Stefan Johansson Jean-Marc Gounon         | Judd GV5.5 S2 5.5 L V10              | M     | 158            |
| 44 NU | LMP1  | 6   | Team Oreca-Matmut                         | Marcel Fässler Olivier Panis Simon Pagenaud             | Courage-Oreca LC70                   | M     | 147            |
| 44 NU | LMP1  | 6   | Team Oreca-Matmut                         | Marcel Fässler Olivier Panis Simon Pagenaud             | Judd GV5.5 S2 5.5 L V10              | M     | 147            |
| 45 NU | LMP2  | 44  | Kruse Schiller Motorsport                 | Jean de Pourtales Hideki Noda Allan Simonsen            | Lola B05/40                          | D     | 147            |
| 45 NU | LMP2  | 44  | Kruse Schiller Motorsport                 | Jean de Pourtales Hideki Noda Allan Simonsen            | Mazda MZR-R 2.0 L Turbo I4           | D     | 147            |
| 46 NU | LMP1  | 12  | Charouz Racing System Team Cytosport      | Greg Pickett Klaus Graf Jan Lammers                     | Lola B07/17                          | M     | 146            |
| 46 NU | LMP1  | 12  | Charouz Racing System Team Cytosport      | Greg Pickett Klaus Graf Jan Lammers                     | Judd GV5.5 S2 5.5 L V10              | M     | 146            |
| 47 NU | GT2   | 78  | AF Corse                                  | Thomas Biagi Toni Vilander Christian Montanari          | Ferrari F430 GT2                     | M     | 111            |
| 47 NU | GT2   | 78  | AF Corse                                  | Thomas Biagi Toni Vilander Christian Montanari          | Ferrari 4.0 L V8                     | M     | 111            |
| 48 NU | LMP2  | 25  | Ray Mallock Ltd. (RML)                    | Andy Wallace Mike Newton Thomas Erdos                   | MG-Lola EX265                        | M     | 100            |
| 48 NU | LMP2  | 25  | Ray Mallock Ltd. (RML)                    | Andy Wallace Mike Newton Thomas Erdos                   | MG (AER) XP21 2.0 L Turbo I4         | M     | 100            |
| 49 NU | LMP1  | 19  | Chamberlain-Synergy Motorsport            | Bob Berridge Gareth Evans Amanda Stretton               | Lola B06/10                          | D     | 87             |
| 49 NU | LMP1  | 19  | Chamberlain-Synergy Motorsport            | Bob Berridge Gareth Evans Amanda Stretton               | AER P32C 4.0 L Turbo V8              | D     | 87             |
| 50 NU | GT1   | 53  | Vitaphone Racing Team Strakka Racing      | Peter Hardman Nick Leventis Alexandre Negrão            | Aston Martin DBR9                    | M     | 82             |
| 50 NU | GT1   | 53  | Vitaphone Racing Team Strakka Racing      | Peter Hardman Nick Leventis Alexandre Negrão            | Aston Martin 6.0 L V12               | M     | 82             |
| 51 NU | GT2   | 94  | Speedy Racing Team                        | Andrea Chiesa Iradj Alexander Benjamin Leuenberger      | Spyker C8 Laviolette GT2-R           | M     | 72             |
| 51 NU | GT2   | 94  | Speedy Racing Team                        | Andrea Chiesa Iradj Alexander Benjamin Leuenberger      | Audi 4.0 L V8                        | M     | 72             |
| 52 NU | GT2   | 85  | Snoras Spyker Squadron                    | Ralf Kelleners Aleksiej Wasiljew Peter Dumbreck         | Spyker C8 Laviolette GT2-R           | M     | 43             |
| 52 NU | GT2   | 85  | Snoras Spyker Squadron                    | Ralf Kelleners Aleksiej Wasiljew Peter Dumbreck         | Audi 4.0 L V8                        | M     | 43             |
| 53 NU | GT2   | 76  | IMSA Performance Matmut                   | Raymond Narac Patrick Long Richard Lietz                | Porsche 997 GT3-RSR                  | M     | 26             |
| 53 NU | GT2   | 76  | IMSA Performance Matmut                   | Raymond Narac Patrick Long Richard Lietz                | Porsche 3.8 L Flat-6                 | M     | 26             |
| 54 NU | LMP2  | 41  | Trading Performance                       | Karim Ojjeh Claude-Yves Gosselin Adam Sharpe            | Zytek 07S/2                          | M     | 22             |
| 54 NU | LMP2  | 41  | Trading Performance                       | Karim Ojjeh Claude-Yves Gosselin Adam Sharpe            | Zytek ZG348 3.4 L V8                 | M     | 22             |
| 55 NU | GT2   | 83  | Risi Competizione Krohn Racing            | Tracy Krohn Nic Jönsson Eric van de Poele               | Ferrari F430 GT2                     | M     | 12             |
| 55 NU | GT2   | 83  | Risi Competizione Krohn Racing            | Tracy Krohn Nic Jönsson Eric van de Poele               | Ferrari 4.0 L V8                     | M     | 12             |

### Statystyki
- Najszybsze okrążenie – #8 Peugeot 908 HDI – 3:19.394
- Średnia prędkość – #2 Audi R10 TDI – 216,3 km/h